# KÀ
KÀ is een show van Cirque du Soleil in het hotel/casino MGM Grand in Las Vegas.

## Verhaal
Het verhaal van KÀ is opgedeeld in vier verschillende scènes: Water: Zee en Strand; Lucht: Klif en Rots; Aarde: Bos en Vallei en Vuur: Stad en Lucht. In deze vier scènes wordt in negen delen een verhaal verteld.
In het kort gaat het verhaal over een broer en zus - tweeling en wezen - die op reis moeten. Ze komen gevaren tegen in het rijk en op een gegeven moment komen ze er allebei alleen voor te staan. Nadat ze tegenover hun vijanden zijn komen te staan, ontdekken ze hun lot.